# Lars Stensløkken
Lars Stensløkken (* 18. September 1985 in Oslo) ist ein ehemaliger norwegischer Radsportler und ehemaliger Biathlet.
Lars Stensløkken war bis zum Alter von 22 Jahren  vorrangig als Skilangläufer und Biathlet aktiv. Hier erreichte er seinen größten Erfolg bei den Norwegischen Biathlonmeisterschaften 2007 in Folldal, als er mit Halvard Hanevold, Martin Eng und Stian Eckhoff als Vertretung der Regionen Oslo og Akershus den Titel im Staffelrennen gewann. Nachdem sich weitere Erfolge, etwa Starts im IBU-Cup, nicht einstellten, und er durch gesundheitliche Schwierigkeiten zurückgeworfen wurde, beendete er 2008 seine Karriere als Biathlet.
Seit dem Alter von 20 Jahren ist Stensløkken auch als Radsportler aktiv. Er fährt als Amateur für den Lillehammer Cykle Klubb und wird von Ole Knutsen trainiert. 2006 wurde er 68. beim Roserittet. 2007 erreichte er beim Ringerike Grand Prix den 87. Platz in der Gesamtwertung. Das Straßenrennen der norwegischen Meisterschaften 2008 beendete er auf Platz 67. 2009 belegte er den 69. Platz bei den norwegischen Meisterschaften im Einzelzeitfahren. 2010 nahm er wieder bei den norwegischen Meisterschaften am Straßenrennen teil und belegte dort Platz 61. Nennenswerte Erfolge konnte er bislang noch nicht erzielen.
Lars Stensløkken lebt in Lillehammer.